# Tomás Leonel González
Tomás Leonel González (Resistencia, Provincia del Chaco, Argentina; 18 de mayo de 2003) es un futbolista argentino. Juega como delantero y su primer equipo fue Nueva Chicago. Actualmente milita en Arsenal de Sarandí de la Primera Nacional.

## Trayectoria

### Inicios
Nacido en Resistencia, Tomás González creció jugando en pequeñas canchas de barrio hasta que siendo adolescente fue descubierto por Roberto Marioni, coordinador de inferiores de Boca Unidos, quien decidió sumarlo a las divisiones formativas del club. Allí tuvo destacadas actuaciones en la Liga Correntina y llegó a entrenar con el plantel profesional, aunque no pudieron hacerle contrato por falta de presupuesto.

### Nueva Chicago
A principios de 2022 el entrenador Alfredo Grelak, que lo conocía de su paso por el club correntino, decidió llevarlo a Nueva Chicago y tras superar una breve prueba, se sumó al plantel. En el Torito tuvo su debut como profesional el 26 de febrero en el empate 1-1 ante Sacachispas y rápidamente se convirtió no sólo en una de las figuras del equipo sino también en una de las revelaciones del torneo de la Primera Nacional. Tal fue el nivel mostrado por el delantero que llamó la atención de Javier Mascherano, quien lo convocó a entrenar con la Selección Argentina sub-20.

### Unión de Santa Fe
Apenas seis meses después de su llegada a Nueva Chicago, el Rayo dio el salto de categoría al transformarse en refuerzo de Unión de Santa Fe, club que adquirió el 50% de su pase y con el que firmó contrato por tres años.

### Quilmes
En enero de 2024 pasó a préstamo a Quilmes por el lapso de una temporada.

### Ferro
Una vez finalizado el préstamo regresó a Unión, pero al no entrar en la consideración del entrenador Cristian González fue cedido nuevamente, esta vez a Ferro.

## Clubes
- Actualizado al 17 de agosto de 2025

| Club                    | Div.                | Temporada           | Liga | Liga | Copa Nacional | Copa Nacional | Copa Internacional | Copa Internacional | Total | Total |
| Club                    | Div.                | Temporada           | PJ   | G    | PJ            | G             | PJ                 | G                  | PJ    | G     |
| ----------------------- | ------------------- | ------------------- | ---- | ---- | ------------- | ------------- | ------------------ | ------------------ | ----- | ----- |
| Nueva Chicago Argentina | 2.ª                 | 2022                | 20   | 6    | -             | -             | -                  | -                  | 20    | 6     |
| Nueva Chicago Argentina | Total               | Total               | 20   | 6    | -             | -             | -                  | -                  | 20    | 6     |
| Unión Argentina         | 1.ª                 | 2022                | 9    | 1    | 0             | 0             | -                  | -                  | 9     | 1     |
| Unión Argentina         | 1.ª                 | 2023                | 10   | 1    | 2             | 0             | -                  | -                  | 12    | 1     |
| Unión Argentina         | Total               | Total               | 19   | 2    | 2             | 0             | -                  | -                  | 21    | 2     |
| Quilmes Argentina       | 2.ª                 | 2024                | 38   | 9    | 1             | 0             | -                  | -                  | 39    | 9     |
| Quilmes Argentina       | Total               | Total               | 38   | 9    | 1             | 0             | -                  | -                  | 39    | 9     |
| Ferro Argentina         | 2.ª                 | 2025                | 13   | 0    | -             | -             | -                  | -                  | 13    | 0     |
| Ferro Argentina         | Total               | Total               | 13   | 0    | -             | -             | -                  | -                  | 13    | 0     |
| Arsenal Argentina       | 2.ª                 | 2025                | 8    | 1    | -             | -             | -                  | -                  | 8     | 1     |
| Arsenal Argentina       | Total               | Total               | 8    | 1    | -             | -             | -                  | -                  | 8     | 1     |
| Total en su carrera     | Total en su carrera | Total en su carrera | 98   | 18   | 3             | 0             | 0                  | 0                  | 101   | 18    |

## Palmarés

### Campeonatos internacionales
| Título                      | Club                | Sede   | Año  |
| --------------------------- | ------------------- | ------ | ---- |
| Torneo Sub-20 de la Alcudia | Selección Argentina | España | 2022 |